# Luciano Macías
Luciano Macías Argenzio (Ancón, Provincia de Santa Elena; 28 de mayo de 1935-Guayaquil, 4 de agosto de 2022) fue un futbolista ecuatoriano que jugaba de defensa, además en los años 60 fue técnico del equipo de fútbol ecuatoriano Barcelona Sporting Club y jugador de la Selección de fútbol de Ecuador.

## Trayectoria
Se inició desde muy joven en el equipo Barcelona de Ecuador en 1951, llevado por Rigoberto Aguirre (dirigente del Barcelona) y debutó oficialmente en un Clásico del Astillero el 21 de noviembre de 1953. Tras el retiro de Enrique Cantos, se convirtió en el capitán del Barcelona desde 1961 hasta su retiro en 1971. Fue uno de los jugadores del Barcelona con más títulos en su historia con nueve títulos en total, cinco en Campeonato de Guayaquil y 4 en Serie A de Ecuador.
Tuvo un breve paso por el Club Sport Emelec cuando lo reforzó para la Copa Libertadores en 1962, tras su retiro jugó en 1972 en el Español de Zulia en Venezuela y seis meses en el Miami Gatos de Estados Unidos en 1973.

## Selección nacional
Ha sido internacional con la Selección de fútbol de Ecuador en 23 ocasiones y marcando dos goles, jugó tres Copas Américas y tres Eliminatorias Mundialistas. 

## Fallecimiento
Falleció en la noche del 4 de agosto de 2022, producto de múltiples complicaciones derivadas de la diabetes que estaba padeciendo, por la que tuvieron que amputarle una de sus piernas a finales del año anterior.

### Participaciones en fases finales
| Torneo                           | Sede            | Resultado          | Partidos | Goles |
| -------------------------------- | --------------- | ------------------ | -------- | ----- |
| Campeonato Sudamericano 1957     | Perú            | Séptimo Lugar      |          |       |
| Eliminatorias Sudamericanas 1962 | América del Sur | Sexto Lugar        |          | 0     |
| Campeonato Sudamericano 1963     | Bolivia         | Sexto lugar        |          | 0     |
| Eliminatorias Sudamericanas 1966 | América del Sur | Cuarto lugar       |          | 1     |
| Campeonato Sudamericano 1967     | Uruguay         | Ronda Eliminatoria | 2        | 0     |
| Eliminatorias Sudamericanas 1970 | América del Sur | Noveno Lugar       |          |       |

## Clubes
| Club             | País           | Año         |
| ---------------- | -------------- | ----------- |
| Barcelona S.C.   | Ecuador        | 1951 - 1971 |
| Español de Zulia | Venezuela      | 1972        |
| Miami Gatos      | Estados Unidos | 1973        |

## Palmarés
| Título                  | Club      | País    | Año  |
| ----------------------- | --------- | ------- | ---- |
| Campeonato de Guayaquil | Barcelona | Ecuador | 1955 |
| Campeonato Nacional     | Barcelona | Ecuador | 1960 |
| Campeonato de Guayaquil | Barcelona | Ecuador | 1961 |
| Campeonato de Guayaquil | Barcelona | Ecuador | 1963 |
| Campeonato Nacional     | Barcelona | Ecuador | 1963 |
| Campeonato de Guayaquil | Barcelona | Ecuador | 1965 |
| Campeonato Nacional     | Barcelona | Ecuador | 1966 |
| Campeonato de Guayaquil | Barcelona | Ecuador | 1967 |
| Campeonato Nacional     | Barcelona | Ecuador | 1970 |
| Campeonato Nacional     | Barcelona | Ecuador | 1971 |